# (4734) Rameau
(4734) Rameau est un astéroïde de la ceinture principale.

## Description
(4734) Rameau est un astéroïde de la ceinture principale. Il fut découvert par Freimut Börngen le 19 octobre 1982 à Tautenburg. Il présente une orbite caractérisée par un demi-grand axe de 2,41 UA, une excentricité de 0,192 et une inclinaison de 0,97° par rapport à l'écliptique.
Il fut nommé en hommage au compositeur français Jean-Philippe Rameau (1683-1764).

## Compléments